# Rückrufkostenversicherung
Die Rückrufkostenversicherung deckt in Ergänzung zur Produkthaftpflichtversicherung das Kostenrisiko der Durchführung von Produktrückrufen, also den finanziellen Rückrufschaden, den der zurückrufende Hersteller oder Händler durch die Rückrufaktion erleidet.
Unter Rückrufschaden ist der gesetzlich geschuldete Aufwand zu verstehen, der anfällt, um anders nicht abwendbare Risiken erheblicher Personenschäden zu vermeiden.
Zum Rückruf können End- und Teilehersteller sowie EWR-Importeure von gefährlichen Produkten verpflichtet sein. Der Rückruf erfolgt durch deren Aufforderung oder Aufforderung der zuständigen Behörden an Endverbraucher, diese beliefernde Händler, Vertrags- oder sonstige Werkstätten, die gefährlichen Produkte auf die Risiko begründenden Mängel prüfen, gegebenenfalls festgestellte Mängel beseitigen oder andere namentlich benannte Maßnahmen durchführen zu lassen.
Neben dem Risiko erheblicher Personenschäden ist also erforderlich, dass sich die personengefährlichen Produkte beim Endverbraucher befinden; solange sie etwa noch im Auslieferungslager oder beim Händler sind, ist die drohende Gefahr noch nicht akut.
Es werden verschiedene Deckungskonzepte angeboten für 
- Händler und Hersteller von Waren, die jedoch nicht für die Verwendung in Kfz oder Flugzeugen vorgesehen sein dürfen und
- Zulieferern von Kfz-Herstellern

## Versicherungsfall
Der Versicherungsfall in der Rückrufkostenversicherung wird durch die gesetzliche Pflicht des Versicherungsnehmers zum Rückruf ausgelöst. Die gesetzliche Verpflichtung zum Rückruf kann sich aus der Pflicht zur Produktbeobachtung sowie aus behördlicher Anordnung ergeben.

## Umfang des Versicherungsschutzes
Versichert sind reine Vermögensschäden des Versicherungsnehmers durch den Rückruf. Der Versicherungsschutz umfasst neben den Benachrichtigungskosten die Kosten der Überprüfung auf tatsächlich vorhandene Mängel, deren Beseitigung durch Austausch oder Reparatur der mangelhaften Erzeugnisse inklusive der dabei anfallenden Transport- und Zwischenlagerungskosten, die Kosten der Beseitigung von Erzeugnissen bzw. deren Vernichtung sowie die Kosten der Ablauf- und Erfolgskontrolle. Zu beachten ist, dass jeweils nur die günstigste versicherte Mangelbeseitigungsmaßnahme versichert ist.
Nicht versichert sind die Kosten der mangelhaften Erzeugnisse selbst.

## Grenzen des Versicherungsschutzes
Die Erstattung von Personen- und Sachschäden ist nicht versichert. Der Rückruf muss zudem der Vermeidung von Personenschäden dienen. Dient der Rückruf lediglich der Vermeidung von Sachschäden, so sind die anfallenden Kosten nicht versichert.
Der Versicherungsnehmer muss den Rückruf aufgrund einer gesetzlichen Verpflichtung durchführen. Beruht der Rückruf nicht auf gesetzlicher Verpflichtung, sondern beispielsweise aufgrund einer an den Kunden abgegebenen Garantie, besteht kein Versicherungsschutz. Auch Schäden aus Rückrufen wegen behaupteter, angedrohter oder tatsächlicher mut- und böswilliger Manipulation von Erzeugnissen sind nicht versichert.
Zudem sind wie auch in der Produkthaftpflichtversicherung in der Regel Rückrufschäden durch Erzeugnisse, die nicht ausreichend nach dem Stand von Wissenschaft und Technik oder in sonstiger Weise erprobt waren, nicht versichert. Was eine ausreichende Erprobung darstellt, kann im Einzelfall strittig sein.

## Kfz-Zulieferer
Für Kfz-Zulieferer besteht die Möglichkeit, im Rahmen der Rückrufkostenversicherung zusätzlich abzusichern
- Maßnahmen und Kosten im Vorfeld der Gefahrenabwehr wegen Vorfeldschäden und
- Austausch außerhalb der Gefahrenabwehr

Mit dieser zusätzlichen (fakultativen) Erweiterungsmöglichkeit wird ein schlüssiger Versicherungsschutz zur Produkthaftpflichtversicherung gewährleistet, die das Risiko der Kfz-Zulieferung ausschließt.